# Ludwig Georg von Hessen-Homburg

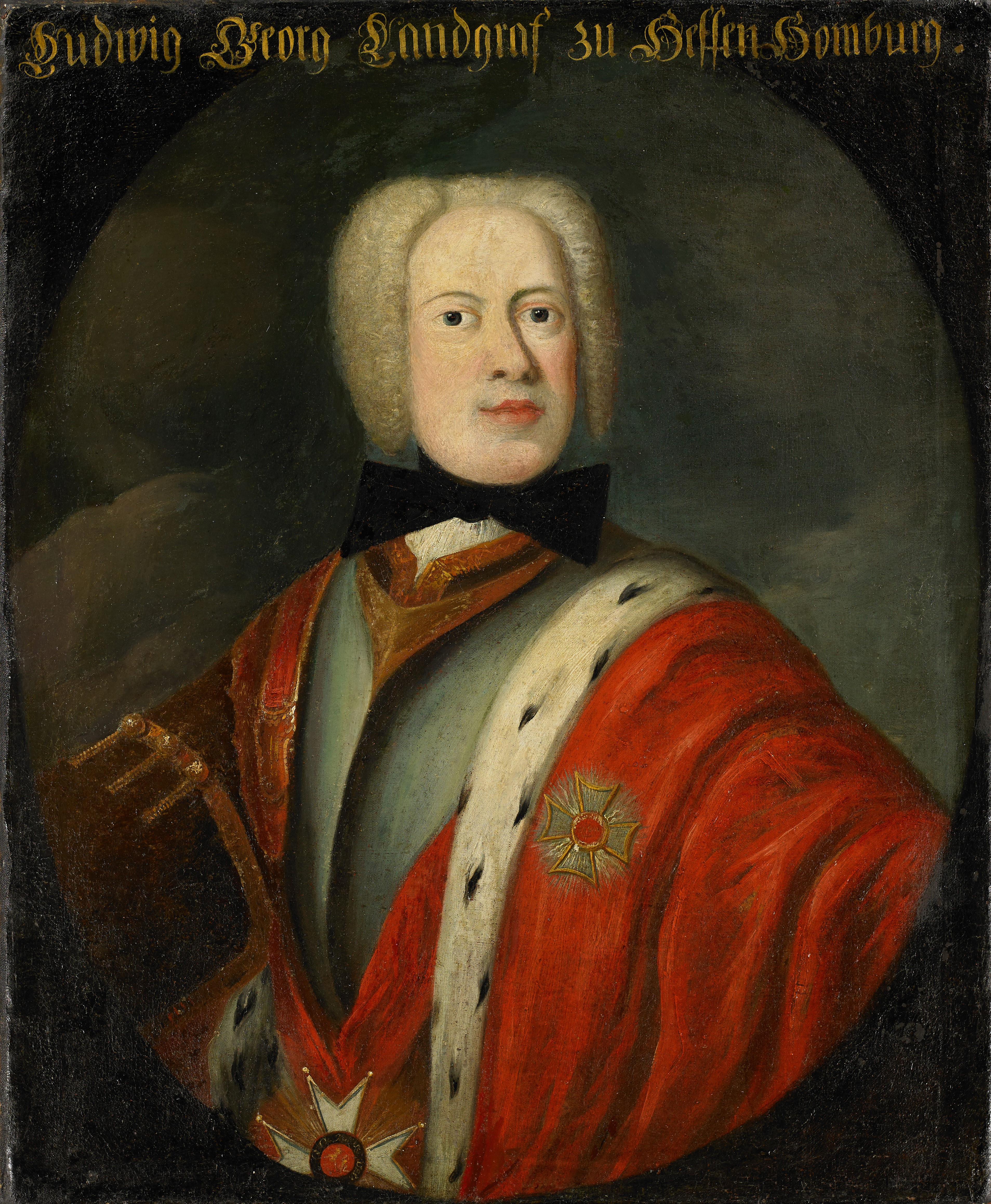
Ludwig Georg von Hessen-Homburg

Ludwig Georg von Hessen-Homburg (* 10. Januar 1693 in Homburg vor der Höhe; † 1. März 1728 in Oberbronn) aus dem Haus Hessen war ein (nicht regierender) Landgraf von Hessen-Homburg.

Anspruchswappen des Ludwig Georg von Hessen-Homburg-Limpurg (um 1710)

## Leben
Ludwig Georg war der einzige Sohn des Landgrafen Friedrich II. von Hessen-Homburg (1633–1708), des berühmten „Prinzen von Homburg“, aus der Ehe mit seiner dritten Gemahlin, der Gräfin Sophie Sibylle von Leiningen-Westerburg-Oberbronn (1656–1724). Er wurde gemeinsam mit seinem drei Jahre älteren Halbbruder Kasimir Wilhelm (aus Friedrich II. zweiter Ehe mit Luise Elisabeth (1646–1690), Tochter des Herzogs Jakob von Kurland) erzogen. Ludwig Georg heiratete am 28. Mai 1710 in Obersontheim die zehn Jahre ältere Gräfin Christine von Limpurg-Sontheim (1683–1746), eine Erbtochter des Erbschenken Vollrath zu Limpurg-Speckfeld, mit dem die Linie 1713 im Mannesstamm erlosch. Christine erbte das Amt Gröningen, das Ludwig Georg verwaltete. 1723 oder 1725 trat er zum katholischen Glauben seiner Ehefrau über.
Durch die Ehe mit Christine erwarb Hessen-Homburg eine kurzfristige Anwartschaft auf Limpurg-Sontheim, was sich auch im Wappen Ludwig Georgs niederschlug. Von den drei Nachkommen überlebte nur die Tochter Sophia Friderica. Sie heiratete am 26. September 1727 Karl Philipp von Hohenlohe-Bartenstein, sodass die Erbansprüche an das Haus Hohenlohe übergingen. Ludwig Georg starb im 36. Lebensjahr in Oberbronn und wurde dort in der protestantischen Kirche neben seiner Mutter beigesetzt.

## Nachkommen
- Friederike Volradine (1711)
- Friederike Sofie (1713)
- Sophia Friderica (1714–1777), ⚭ Fürst Karl Philipp Franz zu Hohenlohe-Bartenstein (1702–1763)